# Gante-Wevelgem 1959
La Gante-Wevelgem 1959 fue la 21.ª edición de la carrera ciclista Gante-Wevelgem y se disputó el 4 de abril de 1959 sobre una distancia de 221 km.  
El belga Léon Van Daele (Flandria-Dr. Mann) ganó en la prueba al imponerse a sus cuatro compañeros de fuga. Su compatriota Joseph Hoevenaers y el francés Jacques Anquetil fueron segundo y tercero respectivamente. 

## Clasificación final
| Posición | Ciclista          | Equipo            | Tiempo    |
| -------- | ----------------- | ----------------- | --------- |
| 1        | Léon Van Daele    | Flandria-Dr. Mann | 5h 10'16" |
| 2        | Joseph Hoevenaers | Faema             | m.t.      |
| 3        | Jacques Anquetil  | Helyett           | m.t.      |
| 4        | Mies Stolker      | Magneet           | m.t.      |
| 5        | Armand Desmet     | Groene Leeuw      | m.t.      |
| 6        | Willy Vannitsen   | Urago             | a 2'30"   |
| 7        | André Noyelle     | Bertin            | a 2'48"   |
| 8        | Gilbert Desmet    | Faema             | m.t.      |
| 9        | Karel Clerckx     | Groene Leeuw      | m.t.      |
| 10       | Georges Decraeye  | Flandria-Dr. Mann | m.t.      |